# Руки Вверх!
«Руки Вверх!» — российская музыкальная поп-группа. До августа 2006 года состояла из Сергея Жукова и Алексея Потехина.

## История

### 1990-е годы
В июне 1993 года будущий солист группы Сергей Жуков начал работать на радио «Европа плюс Самара» и вёл программу танцевальной музыки «Хит-час». Там на радио в 1993 году он познакомился с Алексеем Потехиным, с которым они создали группу Mr. Ray Company (также «Мистер Рэй компани» и «Дядюшка Рэй и компания») — в честь солиста Рэя Слэйнгарда группы 2 Unlimited, чья музыка сочетала в себе элементы стиля евродэнс и техно. Также участниками группы в изначально были ещё Сергей Караченков (который также был первым продюсером группы с 1993 по 1996 год) и Иван Алёхин (также продюсер с 1995 по 1996 год). В декабре 1994 года Жуков и Потехин переехали в Тольятти, где пытались записывать песни на студии, а на эфиры радио «Европа плюс» ездили в Самару. 1 мая 1995 года они переехали в Москву. От старого названия было решено отказаться, но нового названия у группы ещё не было. Тогда же Сергей Жуков и Алексей Потехин пригласили в группу рэперов Вилли Вильсино (участника группы «Братья Наличные», где также был рэпер N’Pans) и его приятеля Фернандо. Первым рабочим названием группы стало «Ханде Хох».
В конце 1995 года музыканты передали на радио «Максимум» кассету с несколькими песнями и подписали: «Эта музыка заставит вас поднимать руки вверх».
Через неделю кассета попала в руки к ведущим Ольге Максимовой и Константину Михайлову. Они поставили в своём шоу песню «Доброе утро» и объявили: «Молодая группа „Руки вверх!“» С тех пор за группой закрепилось это название.
Первым релизом, выпущенным под новым названием, стал сингл «Love Story» (1996) — единственный, на котором также присутствовал Вилли Вильсино (Фернандо покинул проект ранее в 1996 году). Релиз был выпущен на лейбле Pavian Records, где выпускались московские андеграундные рэперы 1990-х. На этом релизе у участников были псевдонимы: «Uncle Рэй» (Сергей Жуков), «Потеха» (Алексей Потехин) и Willy (Вилли Вильсино).
С конца 1996 года группа стала работать с продюсерами Андреем Маликовым (работавший ранее с Михаилом Муромовым, группами «Технология» и «Ван Моо») и Андреем Черкасовым. Также участницей группы в конце 1996 года стала танцовщица Анастасия Кондрыкинская, которая ранее работала в подтанцовке у нескольких известных звезд, пока в 1996 году не познакомилась с Сергеем и Алексеем в клубе «Пилот», где работала танцовщицей на танцполе.
«Руки вверх!» записала песню «Малыш», ставшую популярной, а затем ещё один хит — песню «Студент». Обе композиции оказались весьма успешными. С этого момента группа начала ездить с гастролями по стране и за границу.
Для записи женских партий была найдена вокалистка Елизавета Роднянская, впоследствии участница группы «Мелиѕѕа». Популярные песни с её участием — «Студент», «Двигай телом», «Песенка» и другие.
Через несколько месяцев был готов первый альбом под названием «Дышите равномерно». Песни «Малыш» и «Студент» вошли в десятку лучших хит-парада «Русского радио» «Русская горка». Весной и летом 1997 года на эти песни были сняты видеоклипы. Вскоре группу покинула вокалистка Елизавета Роднянская — после нескольких совместных выступлений Сергей Жуков и Алексей Потехин объявили ей, что она плохо смотрится на сцене, а также потому как на гастроли Лиза ездить не могла, так как тогда училась в школе. Один из немногих концертов, на котором «Руки вверх!» выступали вчетвером (Сергей Жуков, Алексей Потехин, Анастасия Кондрыкинская и Елизавета Роднянская) — 9 мая 1997 года на мероприятии «Maxidance-2» в Московском Дворце Молодёжи. Впоследствии под фонограмму партии вокала Елизаветы Роднянской исполняла Анастасия Кондрыкинская. Также Анастасия участвовала в официальных фотосессиях и интервью группы — в ту пору состав «мужчина-женщина-мужчина», где поёт только один человек, был стандартом для танцевальных команд: «Hi-Fi», «Демо», «Вирус!», «Краски» и другие.
Успех группы продолжился на концертных площадках: весной 1997 года они начали выступления на танцевальных мероприятиях «Maxidance-2» в Московском дворце молодёжи и международном фестивале популярной музыки «Нон-стоп 97» в парке Сокольники. 30 августа 1997 года группа приняла участие в международном фестивале «Танцующий город 97» в ЦПКиО имени Горького в Москве.
В качестве танцевального сопровождения в концертах принимал участие коллектив Street Jazz.

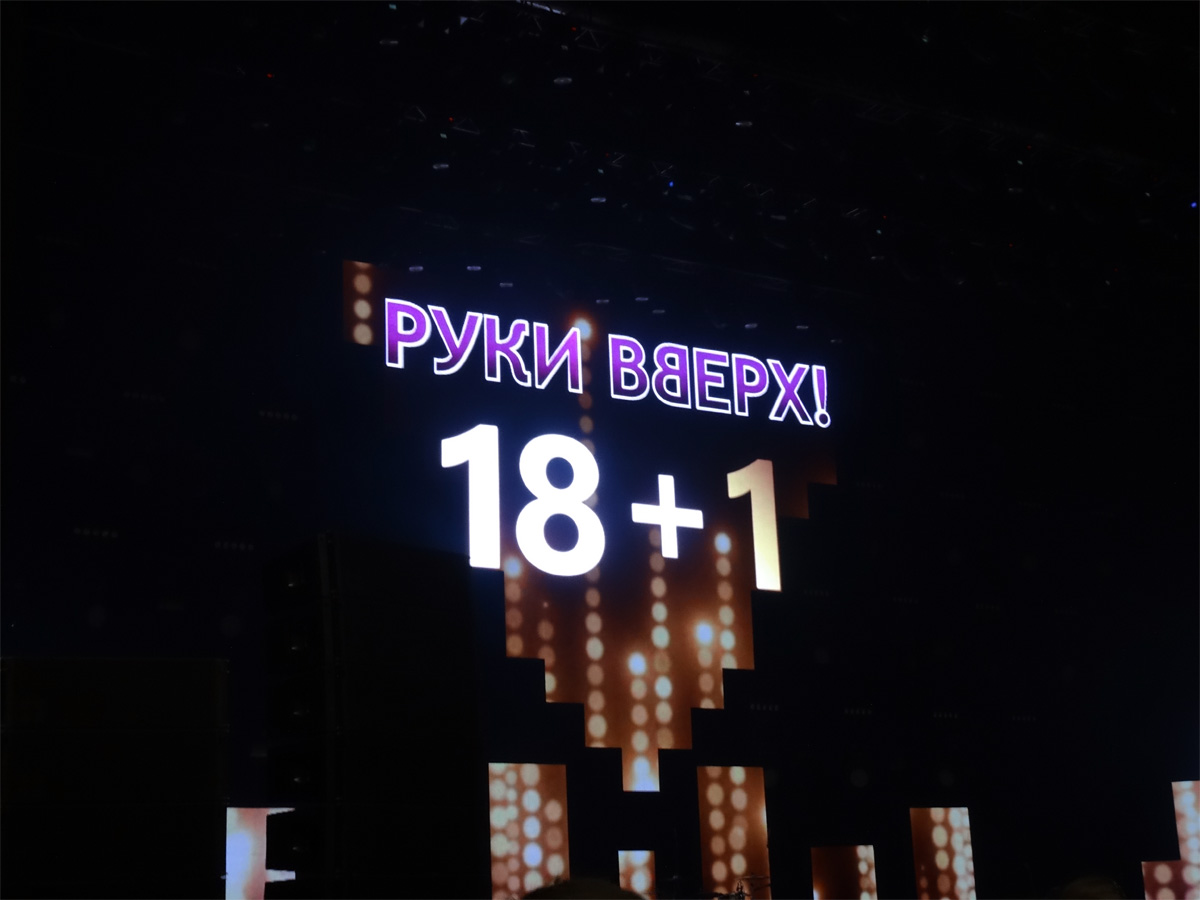
Название группы в юбилейном концерте «18+1» (2015 год)

В 1998 году вышел ещё более успешный альбом «Сделай погромче!» с хитами, по которым часто узнают отечественную музыку конца 90-х: «Крошка моя» и «Чужие губы». Также в конце 1998 года группу покинула танцовщица Анастасия Кондрыкинская. Ей на смену пришла новая участница — танцовщица и бэк-вокалистка Ирина Етоева, а в 2000-м году её сменила танцовщица Ирина Томилова, работавшая танцовщицей в шоу-балете Dance NRG в клубе «Порт» (Санкт-Петербург). Позже, в апреле 2002 года, Ирина стала первой женой Алексея Потехина.
В 1999 году вышел альбом «Без тормозов». По словам Жукова, альбом был продан тиражом 12 млн копий, из них почти 8 млн — пиратские. Сами музыканты получили за него 700 долларов. Все остальные деньги от продаж забрал продюсер группы Андрей Маликов.
В конце 1999 года коллектив разорвал контракт с продюсером Андреем Маликовым и создал свой собственный музыкальный лейбл «Пляшущие человечки» (B-Funky Productions), который сразу же стал выпускать в свет современные поп-группы: «Турбомода», «Пацаны», «Revольvers», «Акула», чернокожего певца Мерфи.

### 2000-е годы
В 2000 году немецкая группа АТС записала кавер на песню «Песенка» из альбома «Сделай погромче!». Песня под названием «Around the World (La La La La La)» вошла в Top-30 американского хит-парада и Top-20 английского. По словам Жукова, авторские отчисления от песни были больше, чем они получили за предыдущие 8 лет работы.
В клипе на песню «Он тебя целует» (2002) в роли одного из главных героев было решено снять травести-артиста Анатолия Евдокимова. Это был необычный ход, рассчитанный на шок и удивление.
В 2002 году танцовщица Ирина Томилова, в апреле 2002 года ставшая первой женой Алексея Потехина, покинула группу, и «Руки вверх!» стали сотрудничать с участниками танцевального коллектива Street Jazz, в частности с Сергеем Мандриком и Максимом Недолечко, к которым чуть позже присоединилась и Александра Пермякова. Образовался творческий тандем, где все вместе выстраивали программу, писали сценарий, подбирали музыку. Презентация совместной работы группы «Руки вверх!» и Street Jazz прошла в июле 2002 года в Подольске, позже эта программа была показана и в Санкт-Петербурге. В этой программе принял участие новый «молодой» состав шоу балета Street Jazz.
В августе 2006 года группа прекратила своё существование. В качестве причины Сергей Жуков называет появление новых групп, с которыми стало тяжелее конкурировать. Кроме того, музыканты устали друг от друга и между ними начались музыкальные разногласия. Планировался последний концерт в «Олимпийском» под названием «Конец Легенды. Прощальный концерт „Руки Вверх!“», но музыканты не нашли нужной суммы (более 500 000 долларов), необходимой для организации.
Сергей Жуков несколько лет выпускал сольные работы, в том числе альбом «В поисках нежности» и несколько клипов на песни с него.
Но с декабря 2007 года Сергей Жуков стал использовать название «Руки вверх!» для своего сольного творчества.
Помимо этого, он продюсировал певицу Акулу (Оксану Почепу), Opium Project, «Фактор-2», группу «Сказка» и RnB-проект K.U.K.L.A.
В феврале 2008 года в издательстве «АСТ» вышла в свет первая книга Сергея Жукова «Звездопад», написанная в соавторстве с журналистом и сетевым писателем из Санкт-Петербурга Максимом Петренчуком.
Весной 2008 года Потехин начал работу над своим новым проектом «Трэк&Блюз». В него вошли DMC BluezZ и Владимир Лучников, бывший ранее вокалистом групп «Пацаны» и «Турбомода». В марте 2008 года Алексей Потехин выпустил свой сборник танцевальной музыки «Потехин Style. Дискотека 3», собравший композиции молодых групп и хиты «Демо», «Трэк», «Джакарта», «Планка», «Кра$$авчик», SuperboyZ и других.

### 2010-е годы
22 октября 2010 года на «Первом канале» в программе Андрея Малахова «Пусть говорят» состоялся бенефис группы, в котором она участвовала в полном составе впервые за 5 лет.
В октябре 2012 года группа «Руки Вверх!» выпустила альбом «Открой мне дверь». В альбом вошли 14 композиций, из которых девять были представлены впервые, а остальные ранее исполнялись коллективом на концертах и входили в радио-ротации («Мама», «Я буду с тобой», «Девочка из прошлого», «Увидимся в снах», «Скажи, зачем?»). В поддержку альбома были сняты три клипа.
В сентябре 2013 года группа выпустила на iTunes официальный сингл «Крылья», записанный совместно с исполнителем Bahh Tee.
30 октября 2014 года вышла новая песня с бывшими подопечными Сергея Жукова — «Фактор-2» Тимуром Вагаповым — «Молчи».

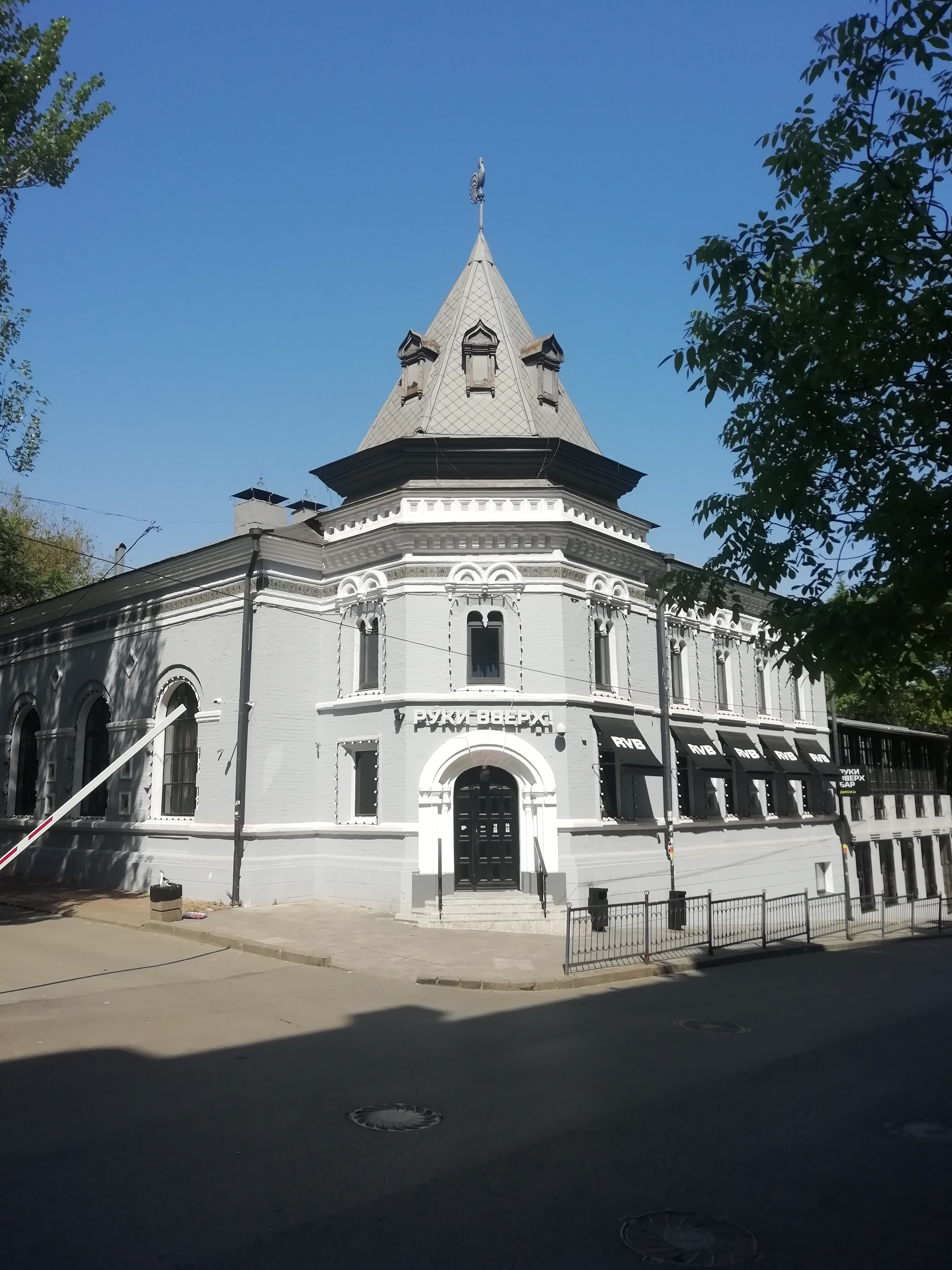
Бар «Руки Вверх» в Ростове-на-Дону

Алексей Потехин создал коллектив «Поднимаем руки вверх», которую позже переименовал в «Потехин бэнд». Коллектив активно гастролирует по стране и за рубежом. Однако успех своего бывшего коллеги повторить Алексею не удалось, масштабы выступлений значительно уступают нынешней команде «Руки Вверх».

### 2020-е годы
Помимо музыкального творчества Сергей Жуков активно занимается бизнесом. По стране открыто множество баров под названием «Руки Вверх! Бар». Также вместе с супругой открыл кондитерскую «Любовь и Сладости». В 2021 году Сергей пробует себя в кинематографе, запуская свой сериал «Евгенич», где сам выступает в главной роли, также автором идеи и режиссёром. В сериале участвуют множество звезд шоу-бизнеса. В 2022 вышла вторая часть сериала.
В 2023 году начались съёмки художественного 
фильма о группе, премьера которого назначена на 10 октября 2024 года.

## Политическая позиция
18 марта 2022 года, на фоне вторжения России на Украину, группа выступила на митинг-концерте «Zа мир без нацизма», приуроченного к годовщине аннексии Крыма.

## Состав группы

#### Текущий состав
- Сергей Жуков — вокал, тексты, аранжировки, музыка.

#### Бывшие участники
- Алексей Потехин — клавишные, программинг, вокал, музыка, аранжировки, тексты (1995—2006)

## Дискография

### Номерные альбомы
- 1997 — «Дышите равномерно»
- 1997 — «Дышите равномерно» (Полная версия + 4 новые песни)
- 1998 — «Руки вверх, Доктор Шлягер!»
- 1998 — «Сделай погромче!»
- 1998 — «Сделай ещё громче!»
- 1998 — «Сделай ещё громче!» + 4 новые песни (Неофициальный альбом)
- 1999 — «Без тормозов»
- 1999 — «Совсем без тормозов» (Неофициальный альбом)
- 1999 — «Crazy» (Неофициальный альбом)
- 2000 — «Без тормозов» + Bonus «Hands up mix»! (Неофициальный альбом)
- 2000 — «Здравствуй, это я…»
- 2001 — «Не бойся, я с тобой!»
- 2001 — «Маленькие девочки»
- 2001 — «Огонь» (Неофициальный альбом)
- 2002 — «Конец попсе, танцуют все!»
- 2003 — «Мне с тобою хорошо»
- 2004 — «А девочкам так холодно…»
- 2005 — «Fuc*in' Rock'n'Roll»
- 2005 — «Natasha» (Made for Germany)
- 2012 — «Открой мне дверь!»

### Сборники
- 1999 — «Ваши любимые песни» (Ultra double CD-box)
- 1999—2006 — «Дискотека в стиле Руки Вверх!» (неофициальный, MC, CD)
- 2000 — «Звёздная коллекция. Часть первая»
- 2003 — «10 лет! Лучшие песни 1994—1999»
- 2004 — «10 лет! Лучшие песни 2000—2004»
- 2004 — «10 лет! Лучшие песни 1994—2004» (2 CD Box)
- 2004 — «Руки вверх! MP3 Часть 1» — Jam collection
- 2004 — «Руки вверх! MP3 Часть 2» — Jam collection
- 2004 — «Позови меня, не гони меня…» (Избранные песни)
- 2006 — «Золотой альбом»
- 2007 — «Руки вверх! MP3 Часть первая» — Монолит
- 2007 — «Руки вверх! MP3 Часть вторая» — Монолит
- 2009 — «Лучшие песни. Часть I»
- 2009 — «Лучшие песни. Часть II»
- 2013 — «The Best»
- 2013 — «Медляки»
- 2018 — «The Best»
- 2021 — «Звёзды дискотек»

### Синглы
- 1996 — «Love story» (Promo Single) — Limited edition
- 2002 — «Невеста» (совместно с Игорем Николаевым)
- 2005 — «Natasha» (Maxi Single) — Made for Germany
- 2012 — «Я тебя люблю» (Новогодний club mix)
- 2013 — «Крылья» (совместно с Bahh Tee)
- 2014 — «Что же ты наделала»
- 2015 — «Королева красоты»
- 2016 — «Когда мы были молодыми», также Astro remix
- 2017 — «Забери ключи»
- 2017 — «Плачешь в темноте»
- 2017 — «С Новым годом!» (Молодыми)
- 2018 — «Танцы»
- 2018 — «К чёрту эту гордость…»
- 2018 — «Слэмятся пацаны» (совместно с Little Big)
- 2019 — «Она меня целует»
- 2019 — «Мне с тобою хорошо» (совместно с Пиджаковым)
- 2019 — «Я больной тобой»
- 2019 — «Полечу за тобою» (совместно с Artik & Asti)
- 2020 — «Укради меня»
- 2020 — «Расскажи мне…», также Alex Curly remix
- 2020 — «Ай-яй-яй 2020» (совместно с Dj Цветкоff)
- 2020 — «Москва не верит слезам» (совместно с Artik & Asti)
- 2021 — «#Танецпоп»
- 2021 — «Ради танцпола» (совместно с Gayazovs Brothers)
- 2021 — «Ай-яй-яй» (совместно с Vavan’ом)
- 2021 — «Нокаут» (совместно с Клавой Кока), также Skazka Music remix
- 2021 — «Deep House», также Denis Bravo & Dima Young remix & radio edit
- 2021 — «Нокаут» (DFM Mix) (совместно с Клавой Кока)
- 2021 — «Последний поцелуй» (совместно с HammAli & Navai)
- 2022 — «Одиночка»
- 2022 — «Нам 17» (совместно с ANGEL)
- 2022 — «Вспомни моменты»
- 2022 — «Оттепель»
- 2022 — «Когда мы были молодыми» (Astero remix)
- 2023 — «Чёрное море»
- 2023 — «Недостаточно» (совместно с Zivert)
- 2023 — «Безответно» (совместно с Любовью Успенской)
- 2023 — «Алёшка 2.0» (совместно с Лаву)
- 2024 — «Я не отдам тебя никому» (совместно с LYRIQ)
- 2024 — «Он тебя целует» (совместно с Andro, ELMAN x MONA, Alika)
- 2024 — Студент 2024

### Гостевое участие
- 2013 — Bahh Tee — «Крылья» («Крылья»)
- 2020 — DAVA — «Крошка моя» («Король»)
- 2021 — Дима Билан — «Полуночное такси» («13 друзей Билана»)
- 2021 — Игорь Николаев — «Невеста» («Игорь Николаев. Лучшие песни»)

### DVD и VHS
- 1999 — «Без тормозов» — Презентация альбома «Без тормозов» (VHS)
- 2000 / 2007 — «Дышите равномерно» — Первая видеозапись концертного выступления группы (VHS/DVD)
- 2007 — «Сделай погромче!» (Фильм-концерт + видеоклипы) — Видеозапись презентации альбома «Сделай погромче» (DVD)
- 2012 — «Руки вверх! 15 лет. Юбилейный концерт» (DVD)
- 2012 — «Руки вверх! 3 часа драйва» (DVD)
- 2012 — «Открой мне дверь!» — Видеоверсия концерта, который посвящён выходу нового альбома «Открой мне дверь!» (DVD + MP3)

## Видеоклипы
- 1997 — Малыш (Две версии)
- 1997 — Студент
- 1998 — Лишь о тебе мечтая
- 1998 — Крошка моя
- 1999 — Назови его как меня (Сынишка)
- 1999 — Без любви
- 2000 — Алёшка (Две версии)
- 2000 — Так тебе и надо
- 2000 — Ай-яй-яй
- 2001 — 18 мне уже
- 2002 — Уходи
- 2002 — Он тебя целует
- 2002 — Территория (сольный клип Сергея Жукова)
- 2003 — Омут (сольный концертный клип Сергея Жукова)
- 2003 — Детская
- 2003 — Мне с тобою хорошо
- 2003 — Танцуй
- 2004 — Эй, парни! (Soundtrack к фильму «Даже не думай»)
- 2005 — Отель
- 2005 — Наташа
- 2006 — Капают слёзы (сольный клип Сергея Жукова)
- 2007 — Девочка не спит (сольный клип Сергея Жукова)
- 2007 — Я не люблю (Сергей Жуков feat. Истерика)
- 2011 — Мой друг (Live) (feat. Игорь Акинфеев)
- 2012 — Скажи зачем (feat. USB)
- 2012 — Я тебя люблю (Новогодний Club mix)
- 2013 — Девочка из прошлого (feat. St1m)
- 2013 — Крылья (feat. Bahh Tee)
- 2014 — Ты моё море (Сергей Жуков feat. Михаил Жуков)
- 2014 — Что же ты наделала
- 2015 — Королева красоты (feat. Боня и Кузьмич)
- 2016 — Когда мы были молодыми
- 2017 — Забери ключи
- 2017 — Конфета (сольный клип Сергея Жукова)
- 2017 — Плачешь в темноте
- 2018 — Танцы
- 2018 — К черту эту гордость
- 2018 — Слэмятся пацаны (feat. Little Big)
- 2019 — Наши дети (Сергей Жуков feat. Стас Михайлов)
- 2019 — Она меня целует
- 2019 — Я больной тобой
- 2020 — Расскажи мне
- 2020 — Москва не верит слезам (feat. Artik & Asti)
- 2021 — #ТанецПОП
- 2021 — Ради танцпола (feat. Gayazovs Brоthers)
- 2021 — Deep House
- 2021 — Нокаут (feat. Клава Кока)
- 2022 — Нам 17 (feat. ANGEL)
- 2022 — Вспомни моменты
- 2022 — Оттепель
- 2023 — Чёрное море
- 2024 — Алёшка 2.0
- 2024 — Студент 2024

## Трибьюты
- 2024 — Трибьют «Руки вверх»[26]

## Награды
- 1998 — шесть серебряных медалей, три золотых медали и один платиновый диск за огромное количество проданных копий
- 1999 — группа стала лауреатом сразу трех дипломов второй ежегодной премии российской индустрии звукозаписи в номинациях:
  - «Российский радиохит» (композиция «Крошка моя»);
  - «Альбом года» (Сделай погромче);
  - «Исполнитель года» (Сергей Жуков, премия «Золотой граммофон»).
- Специальная премия «Around The World La-La-La-La-La» от BMG Russia была вручена за более чем 1 000 000[источник не указан 5372 дня] проданных за границей компакт-дисков группы «АТС» с песней от «Руки Вверх!» (в русском варианте «Песенка», альбом «Сделай погромче!»).

Ещё один приз коллектив получил от «Love радио» за «Добрую, нежную, ласковую» — лучшую песню о любви.
Международная ассоциация по борьбе с наркоманией и наркобизнесом наградила творческий коллектив «Руки Вверх!» дипломом «За личный вклад в укрепление здорового образа жизни и развитие движения против наркотиков».
- 1999 — группа стала победителем сразу в трёх номинациях второй ежегодной премии Российской индустрии звукозаписи («Русский радиохит», «Альбом года», «Исполнитель года»)
- 2001 — диплом «Песни года»
- 2002 — номинирована в области лучшей русской музыки, наиболее часто заказываемой на радио
- 2003 — «Муз-ТВ» назвали группу лучшим танцевальным проектом десятилетия
- 2011 — «Премия RU.TV»: победа в номинации «Выбор поколений»
- 2017 — премия «Муз-ТВ» победа в номинации «Лучшая песня пятнадцатилетия» за песню «Крошка моя»
- 2017 — «Премия RU.TV» победа в номинации «Лучшая группа»
- 2017 — Премия «Высшая лига» за песню «Забери ключи»
- 2018 — номинанты премии «Дай пять» в номинации «Любимая группа»
- 2018 — «Премия RU.TV» победа в номинации «Лучшая группа»
- 2019 — номинация на «Премии RU.TV» в категории «Лучший дуэт»
- 2019 — номинация на «Премии RU.TV» в категории «Лучшая группа»
- 2021 — номинация «Top Hit Music Awards» в категории «Лучшая группа»[27]

### Премия «Золотой граммофон»
- 1998 — «Крошка моя»
- 1999 — «Прости»
- 2001 — «18 мне уже»
- 2002 — «Он тебя целует»
- 2003 — «Омут» (сольная песня Сергея Жукова)
- 2017 — «Попурри»
- 2018 — «Плачешь в Темноте»
- 2019 — «Она меня целует»
- 2020 — «Укради меня»
- 2021 — «Расскажи мне»
- 2021 — «Москва не верит слезам» (feat. Artik & Asti)
- 2023 — «Безответно» (feat. Любовь Успенская)

### Лауреаты фестиваля «Песни года»
- 1999 — «Крошка моя», «Прости»
- 2000 — «Алёшка»[28], «Думала»
- 2001 — «Доброй, нежной, ласковой», «Маленькие девочки»
- 2002 — «Он тебя целует», «Уходи», «Омут»
- 2018 — «Плачешь в Темноте»
- 2019 — «Она меня целует»
- 2020 — «Расскажи мне»
- 2021 — «Москва не верит слезам» (feat. Artik & Asti)